# Việt Nam tại Đại hội Thể thao châu Á 1982
Việt Nam tham dự Đại hội Thể thao châu Á 1982 tại New Delhi, Ấn Độ với 40 vận động viên, huấn luyện viên và quan chức tham dự 3 môn thể thao gồm điền kinh, bơi lội và bắn súng. Đây là lần đầu tiên Việt Nam tham dự Đại hội Thể thao châu Á.
Vận động viên môn bắn súng Nguyễn Quốc Cường trở thành vận động viên Việt Nam đầu tiên trong lịch sử giành được huy chương (đồng) tại Đại hội Thể thao châu Á. Và Việt Nam xếp đồng hạng 18 trong 33 quốc gia tham dự.